# 景厚
宗室景厚（1847年—？），又稱景厚，愛新覺羅氏，字燮甫、敦甫，清朝政治人物、進士出身。
光緒十二年，宗室會試第一名，登進士，改庶吉士。光緒十五年，任翰林院檢討。后任右中允、翰林院侍讀。光緒二十年，任會試同考官。光緒二十七年，任詹事府少詹事。光緒二十九年，任內閣學士，后兼任禮部侍郎銜。光緒二十九年，任盛京禮部侍郎。光緒三十一年，任兵部左侍郎，次年改禮部右侍郎。光緒三十四年，升任禮部左侍郎。宣統三年，署鑲紅旗蒙古副都統。